# 尹喜

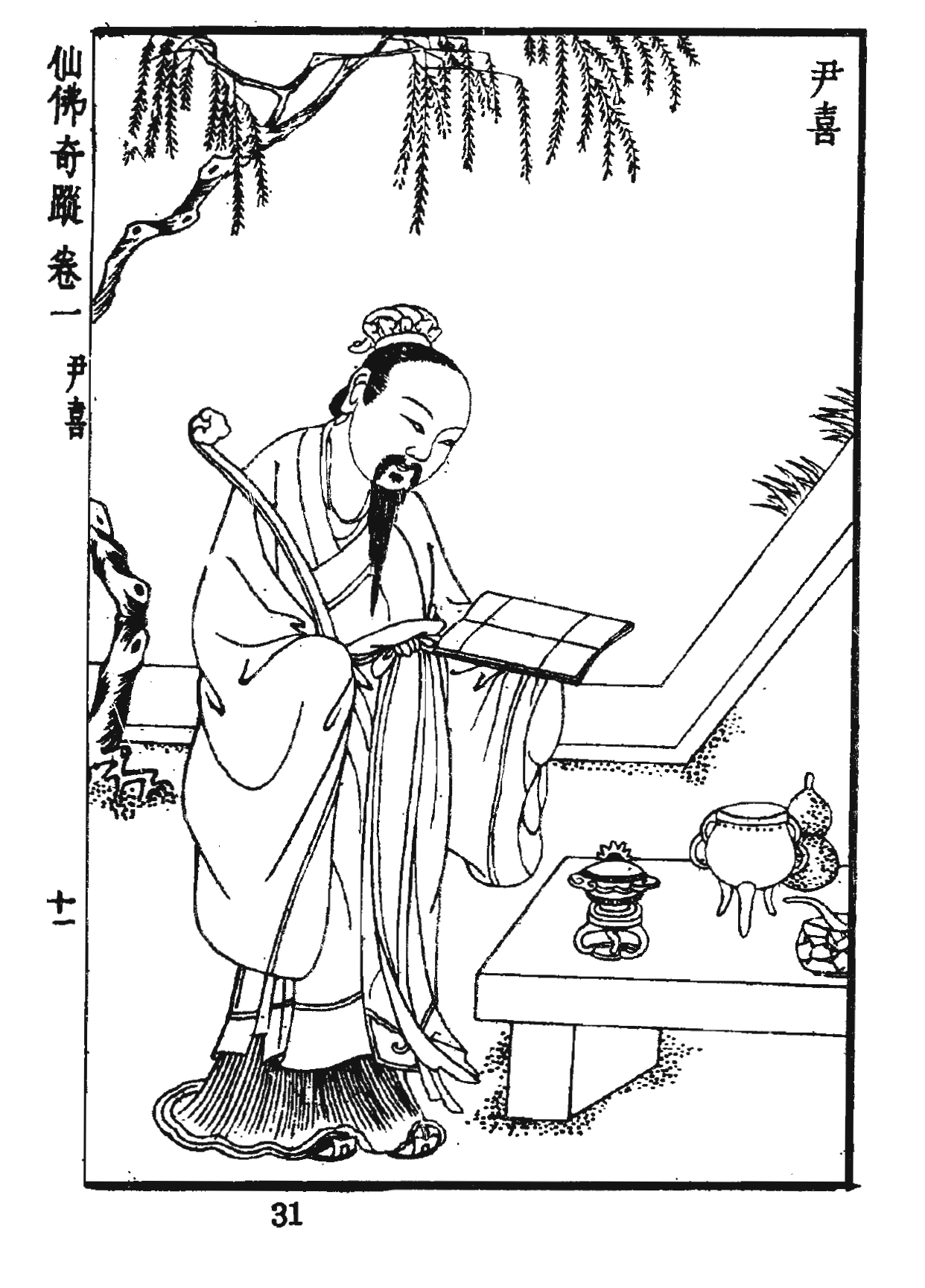
『仙佛奇蹤』尹喜

尹 喜（いん き）は、中国春秋時代の伝説上の人物。老子から『老子道徳経』を授かった関所の長官。道家の思想家。
関尹（かんいん）、関令尹喜（かんれいいんき）などとも呼ばれる。道教では文始先生（ぶんしせんせい）、無上真人（むじょうしんじん）とも尊称される。
著作として『関尹子』（かんいんし）またの名を『文始真経』（ぶんししんきょう）が現存するが、唐末以降の偽書とされる。

## 人物
『史記』老子伝によれば、老子が周を去って隠遁しようとする道中、関所（函谷関、一説には散関）にさしかかった。そこで関令尹喜（関所の長官の尹喜）から、隠遁の前に私に書物を授けて欲しいと言われた。老子は書物（老子道徳経）を書き与え関所を去った。『史記』には関令尹喜についてこれ以上の記載は無い。
『荘子』達生篇には、関尹が思想家として登場し、列子との道家的な対話が描かれる。『荘子』天下篇では、「墨翟・禽滑釐」学派、「宋銒・尹文」学派、「彭蒙・田駢・慎到」学派と並んで「関尹・老聃」学派の思想が伝えられる。『呂氏春秋』不二篇では、老子の「貴柔」、孔子の「貴仁」などに対し、関尹は「貴清」を説いたとされる。『列子』にも度々登場する。
「関令尹喜」と思想家の「関尹」は別人だった可能性、あるいは思想家の「関尹」が先に存在して「関令尹喜」の物語が後から作られた可能性もある。
成玄英は「関令尹喜」と「関尹」を同一人物とした上で「姓は尹、名は喜、字は公度」としている。一方、兪樾らは「関令尹」「関尹」は役職名であり「尹」は姓でないとしている。他方、郭沫若は「関尹」を稷下の学士の「環淵」が訛ったものとし、「喜」を名でなく「喜んで（老子に出会って喜んで）」と解釈している。

## 後世の受容
後漢末以降、「老子化胡説」（老子は関所を出たのち西域で仏教を創始したという説）が生まれると、尹喜が老子に同行したという説も生まれた。すなわち、尹喜と老子が成都の青羊肆で再会したのち、ともに胡人を教化したという物語が、『三洞珠囊』巻9で『老子化胡経』と並んで引かれる『文始先生無上真人関令内伝』佚文に伝えられる。『広弘明集』にも、同書と見られる『文始伝』の佚文がある。
道教経典の『西昇経』（老子が尹喜に授けたもう一つの書物とされる）や、『列仙伝』尹喜伝も、老子化胡説の影響下に成立した。『神仙伝』などに登場する尹軌は、尹喜の従弟にあたる。
元代の『玄元十子図』『玄品録』などには、尹喜が『関尹子』を書いたのち、関所（散関）から出て、青羊肆で老子と再会し「文始先生」の名を賜った、という物語も見られる。
西安市の楼観台では、老子像の左右に尹喜像と徐甲像が従祀されている。道教の一派に文始派がある。
魯迅の短編小説『出関』（『故事新編』所収）の登場人物でもある。

## 『関尹子』
現行本『関尹子』またの名を『文始真経』は、一般に唐末五代以降の偽書とされる。
全1巻9篇からなる。内容は神仙方技・仏教・儒教が混在している。「即」をコピュラとして用いるなど、先秦らしくない文体で書かれている。
目録学においては、『漢書』芸文志道家者流に『関尹子』9篇が著録されているが、『隋書』経籍志、『旧唐書』経籍志、『新唐書』芸文志には著録されていない。『抱朴子』遐覽篇には『文始先生経』の名が見える。『直斎書録解題』は、劉向と葛洪の序が付された『関尹子』9巻を著録した上で偽書としている。以降も多くの偽書説がある。
注釈書に、『道蔵』所収の宋の陳顕微『文始経言外旨』、杜道堅『関尹子闡玄』、元の牛道淳『文始真経注』などがある。和刻本が江戸時代の元文5年（1740年）に出ている。